# Robert Seppings
Robert Seppings (ur. 1767 w Fakenham, zm. 25 września 1840 w Taunton) – angielski inżynier, konstruktor i budowniczy okrętowy, twórca nowatorskiego systemu budowy kadłubów drewnianych okrętów wojennych. Laureat Medalu Copleya.

## Życiorys
Robert Seppings był jednym z siedmiorga dzieci handlarza bydłem. Po śmierci ojca, w 1781 roku został adoptowany przez wuja, emerytowanego oficera Royal Navy. W następnym roku zaczął pracować jako praktykant szkutniczy w stoczni marynarki w Plymouth, w której głównym szkutnikiem był wówczas John Henslow, późniejszy Inspektor Marynarki (Surveyor of the Navy) i protektor Seppingsa. Ten ostatni z czasem awansował, wykazując się w pracy znaczną innowacyjnością. W 1800 roku opracował ulepszony sposób zawieszania sterów, następnie nowy system dokowania okrętów, za który otrzymał od Admiralicji 1000 funtów nagrody, a do Royal Society złoty medal. W 1804 roku został głównym szkutnikiem stoczni w Chatham.
Na nowym stanowisku zastosował opracowane przez siebie innowacje, wzmacniające konstrukcje remontowanych okrętów: okrągłe dziobnice, zastosowane po raz pierwszy na "strzyżonym" liniowcu "Namur" oraz kratownicowy system wiązań na remontowanym liniowcu "Kent". W 1806 roku otrzymał zgodę Urzędu Marynarki na częściowe wyposażenie w diagonalne wiązania nowego liniowca "Warspite", budowanego w Chatham według projektu Johna Henslowa. W 1811 roku zakończono remont 74-działowego liniowca "Tremendous", który jako pierwszy został kompleksowo wyposażony w kratownicowe wiązania kadłuba. Całość koncepcji Seppingsa polegała na zastosowaniu kratownicowych żeber skośnych, całkowitemu wypełnieniu dna pomiędzy wręgami, użyciu masywnych wzdłużników pokładowych oraz diagonalnych klepek pokładów i więźb burt. System ten pozwalał na wydatną poprawę wytrzymałości konstrukcji, przy znacznie mniejszym niż wcześniejsze rozwiązania zużyciu drewna. Dzięki temu stało się możliwe budowanie większych i dłuższych okrętów.
W 1813 roku Robert Seppings został, wraz z Josephem Tuckerem z Plymouth, mianowany Inspektorem Marynarki. Pod koniec 1814 roku został członkiem Royal Society, które cztery lata później wyróżniło go Copley Medal. Jego współpraca z dwoma pozostałymi Inspektorami: Tuckerem i najstarszym z nich Henrym Peake'm, nie układała się najlepiej. Zazdrośni o inwencję Seppingsa i jego przyjaźnie z wpływowymi członkami administracji (między innymi Pierwszym Lordem Admiralicji Charlesem Yorke'm, Sekretarzem Admiralicji Johnem Barrowem czy Kontrolerem Marynarki Byamem Martinem), od 1813 roku coraz zacieklej krytykowali jego pomysły i osobę. Dopiero w 1815 roku, po zakończeniu wojen napoleońskich, Admiralicja zdecydowała o powszechnym zastosowaniu systemu Seppingsa w budowie nowych i przy remontowaniu starych jednostek. W uznaniu tych zasług w 1819 roku został on obdarzony szlachectwem.
Kolejną innowacją wprowadzoną przez Seppingsa była okrągła konstrukcja rufy okrętów wojennych. Dało jej to większą trwałość i odporność na ostrzał, przy możliwości lepszego jej uzbrojenia większą liczbą dział o większym kalibrze. Pomimo to rozwiązanie to było krytykowane za niefunkcjonalność i brzydotę. W 1831 roku, po odejściu na emeryturę Peake'a i Tuckera, Seppings został jedynym urzędującym Inspektorem. Zbiegło się to w czasie ze zmianą rządu brytyjskiego: po długoletnich rządach torysów, władzę przejęli wigowie. Doprowadzili oni w 1831 roku do likwidacji Urzędu Marynarki, zaś w roku następnym do dymisji Seppingsa. Na emeryturze osiadł w Taunton, gdzie zmarł w 1840 roku.